# مايك بلكين
مايك بلكين (بالإنجليزية: Mike Belkin) مواليد 29 يونيو 1945 في مونتريال، هو لاعب كرة مضرب كندي سابق بدأ مسيرته كمحترف سنة 1969 وكان يلعب باليد اليمنى، اعتزل اللعب في 1975.

## روابط خارجية
- مايك بلكين على موقع رابطة محترفي التنس (الإنجليزية)
- مايك بلكين على موقع الاتحاد الدولي لكرة المضرب (الإنجليزية)
- مايك بلكين على موقع كأس ديفيز (الإنجليزية)
- مايك بلكين على موقع خلاصة التنس.كوم (الإنجليزية)